# Twerskaja-Straße

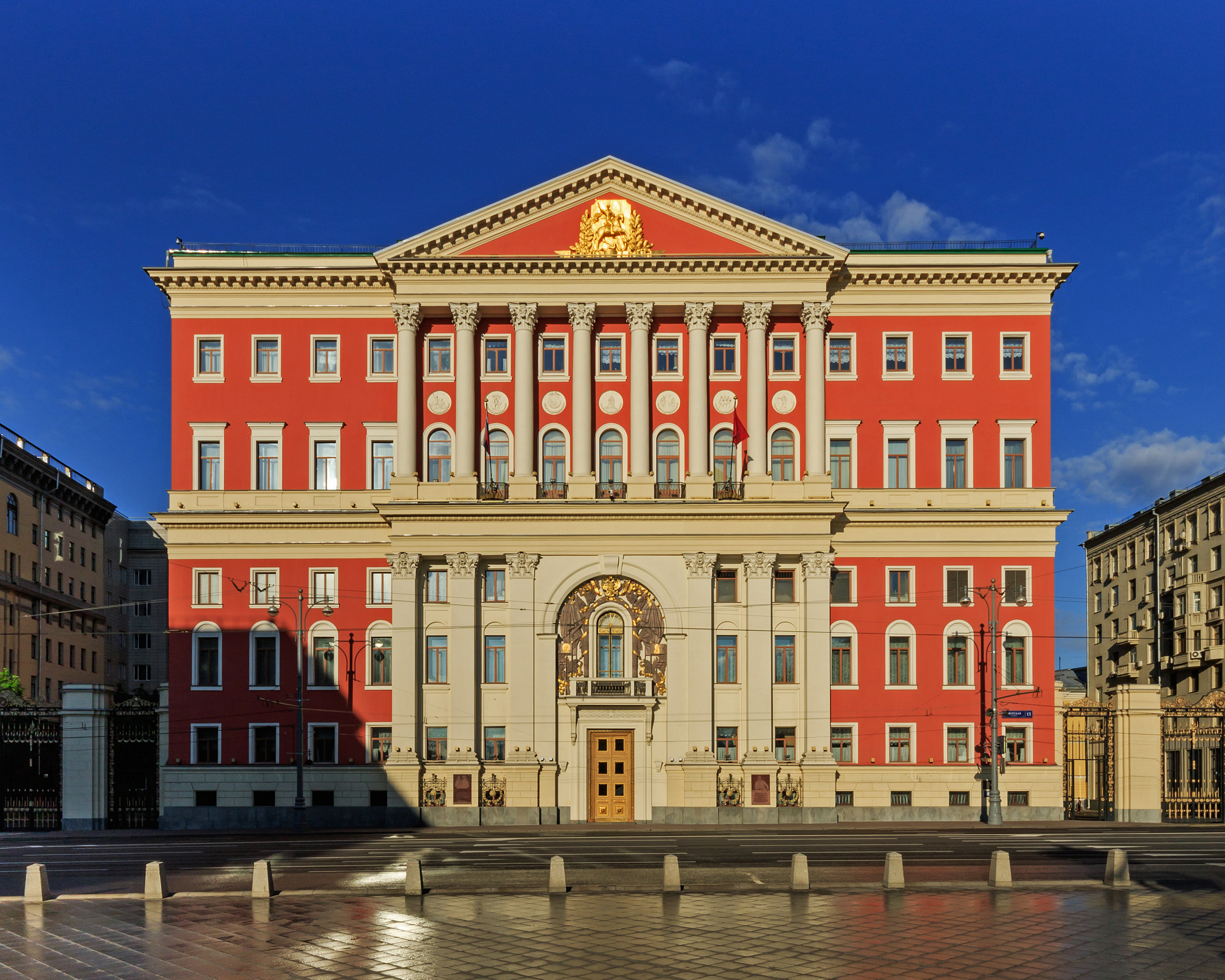
Ehemaliger Gouverneurspalast, heute Rathaus

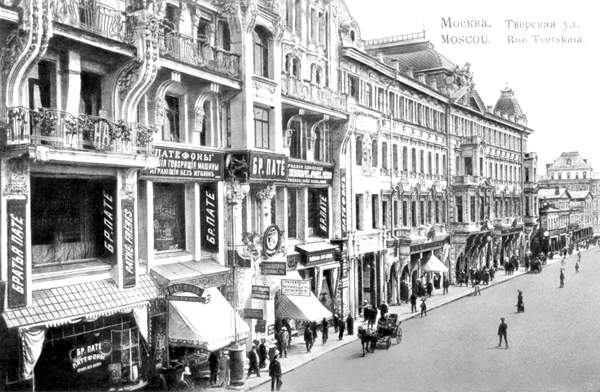
Die Twerskaja-Straße im 19. Jahrhundert

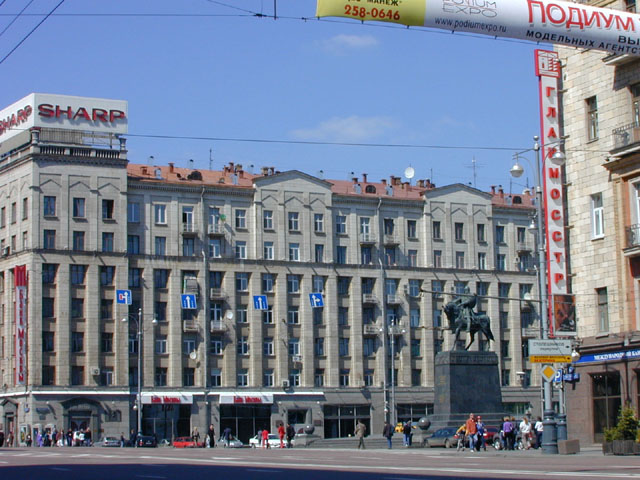
Juri-Dolgoruki-Denkmal und stalinistische Bauten

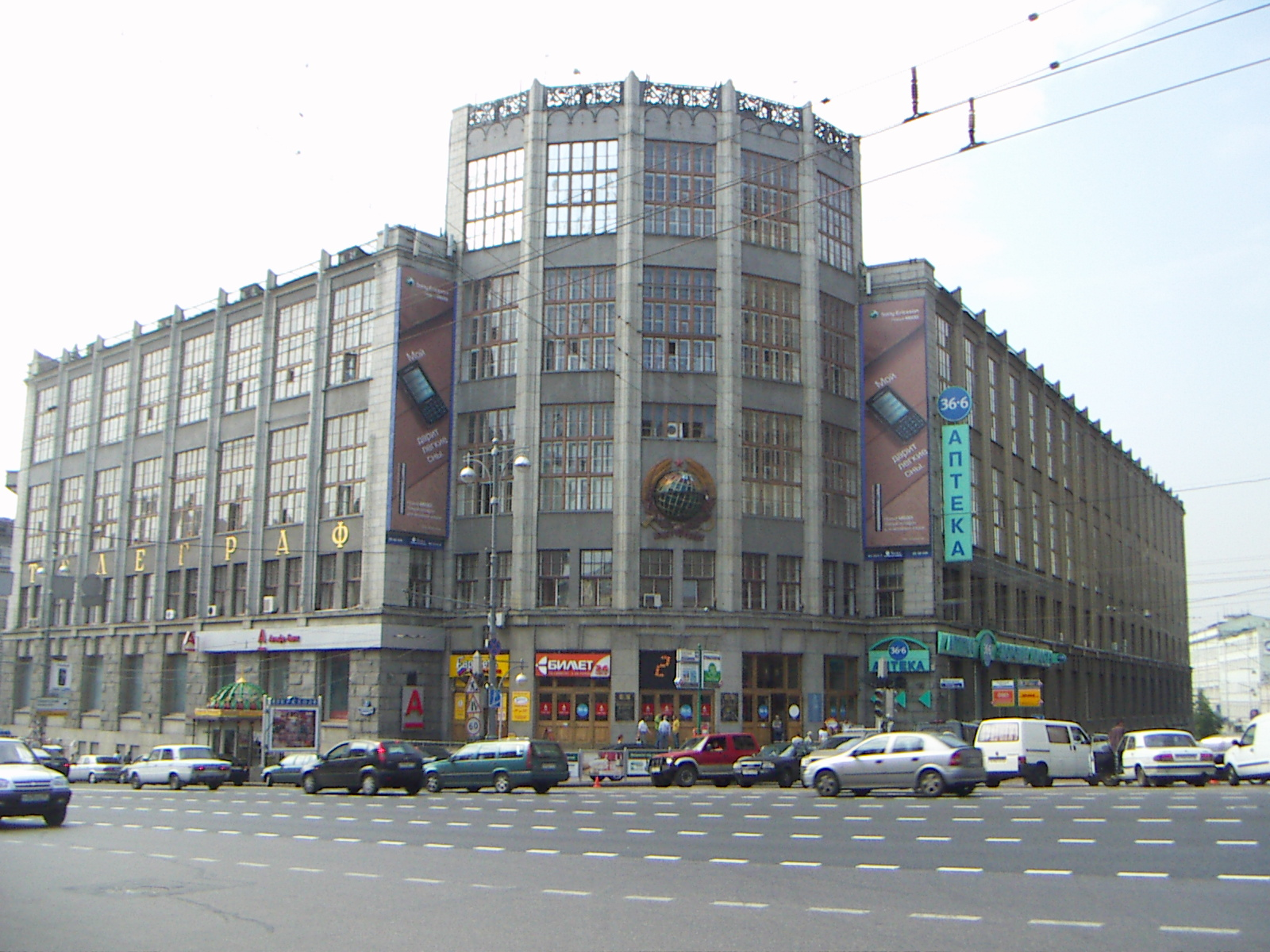
Das zentrale Telegraf

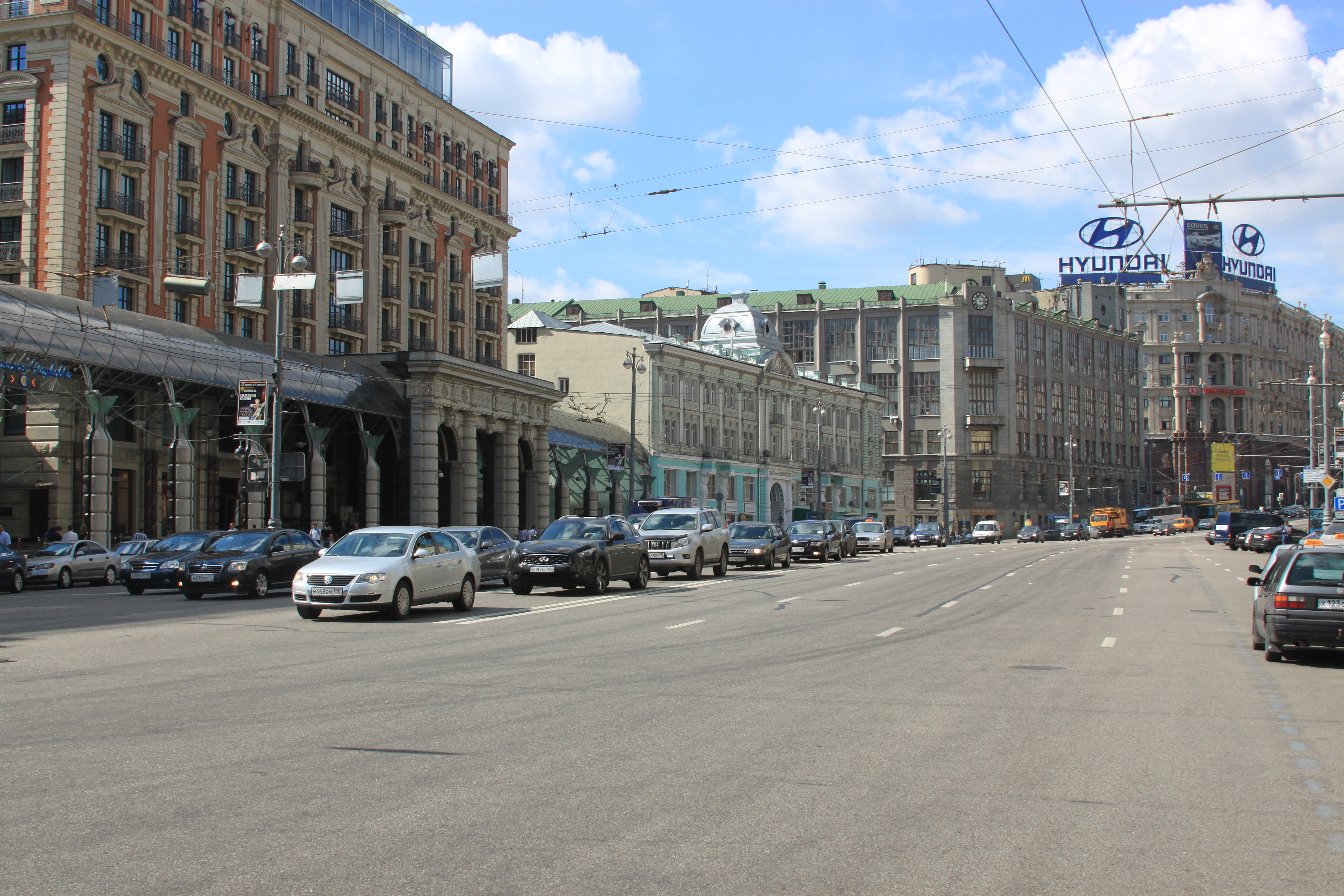
Die Twerskaja-Straße (2011)

Die Twerskaja-Straße (russisch Тверская улица / Twerskaja uliza, zu Deutsch „Twerer Straße“) ist eine zentrale Straße in Moskau, Russland. Sie beginnt in unmittelbarer Nähe des Kremls und führt rund zwei Kilometer in nordwestliche Richtung bis zum Gartenring, wo sie in die Erste Twerskaja-Jamskaja-Straße übergeht. Diese wiederum ist gut einen Kilometer lang und geht in Höhe des Belarussischen Bahnhofs in den Leningrader Prospekt über, welcher den Anfang der Fernstraße M10 von Moskau nach Sankt Petersburg darstellt.

## Geschichte
Die Twerskaja-Straße ging aus einem alten Handelsweg hervor, der den Zarensitz Moskau mit der Stadt Twer verband, damals eine bedeutende Fürstentumshauptstadt. Im 14. Jahrhundert entstanden die ersten Häuser entlang des Weges, es folgten Läden und Handwerksbetriebe. Mit der Ausdehnung Moskaus wuchs die Rolle der Straße; sie rückte zunehmend ins Stadtzentrum und wurde auch von Bojaren und anderen reichen Leuten bewohnt. Im 17. Jahrhundert wurde die Straße befestigt und verbreitert. Seitdem galt sie als Einfallstraße der Stadt, die auch von vielen von auswärts kommenden Gästen befahren wurde. Da auch die Zaren bei ihren Reisen öfters die Twerskaja passierten, bekam die Straße den Spitznamen Zarenstraße.
Nach der Errichtung Sankt Petersburgs Anfang des 18. Jahrhunderts und der Verlegung der russischen Hauptstadt dorthin wurde auch die ursprünglich bis nach Twer führende Straße weiter nach Petersburg verlängert. Damit wurde die Twerskaja-Straße zum Anfangspunkt des wichtigsten russischen Verkehrsweges, womit sich ihre Rolle im Leben der Stadt nochmals vergrößerte. Es entstanden entlang der Twerskaja immer mehr Herrenhäuser und luxuriöse Paläste. 1784 wurde hier auch der Generalgouverneurspalast errichtet, der seitdem als Sitz der Moskauer Stadtväter diente und auch heute noch von der Moskauer Stadtverwaltung bevölkert wird. Zu Beginn des 20. Jahrhunderts war die Twerskaja nicht nur die vornehmste Adresse der Stadt, sondern auch deren belebteste Einkaufs- und Geschäftsstraße.
Einige Jahre nach der Oktoberrevolution wurde die Twerskaja-Straße im Zuge der umfassenden Umbaumaßnahmen in Moskau, das zur Hauptstadt der Sowjetunion wurde, radikal umgestaltet. 1932 wurde sie zusammen mit der Ersten Twerskaja-Jamskaja-Straße in die Gorki-Straße (russ. Улица Горького) zu Ehren des Schriftstellers Maxim Gorki umbenannt. Zur Verbreiterung der Straße wurden die meisten Gebäude aus der Zeit vor 1917 abgerissen oder um einige Meter verschoben. Besonders hart traf es die vormals zahlreichen Kirchengebäude an der Twerskaja, die allesamt zerstört wurden. An den Seiten der verbreiterten Twerskaja entstanden stattdessen mehrstöckige, repräsentative Gebäude im Stile des Sozialistischen Klassizismus, von denen die meisten als Wohnhäuser für politische, wissenschaftliche und kulturelle Elite dienten. Dieses Stadtbild weist die Straße bis heute auf.
1990 erhielt die Twerskaja ihren historischen Namen zurück. Bis heute zählt sie zu den repräsentativsten Straßen Moskaus und beherbergt zahlreiche noble Geschäfte, staatliche Institutionen und vornehme Wohnquartiere in monumentalen Gebäuden aus der Stalin-Ära. Außerdem ist die Twerskaja eine wichtige Verkehrsader der russischen Hauptstadt. An Wochenenden oder Feiertagen wird die Straße gelegentlich auch für politische Demonstrationen, aber auch Volksfeste und Open-Air-Konzerte genutzt.

## Bekannte Bauwerke
Zu den bekanntesten Bauwerken an der Twerskaja zählen vor allem die wenigen Gebäude aus dem 18. und 19. Jahrhundert, die im Zuge der Umgestaltung der Straße erhalten geblieben sind. Dazu gehört das bereits erwähnte Haus der Stadtverwaltung, dem gegenüber an der rechten Straßenseite 1954 das Denkmal für den Großfürsten und Stadtgründer Juri Dolgoruki aufgestellt wurde. Ganz am Anfang der Twerskaja und wenige Hundert Meter vom Roten Platz entfernt steht auf der linken Straßenseite das Fünf-Sterne-Hotel National, ein eklektischer Bau aus den Jahren 1901–1903 und eines der ältesten und luxuriösesten Hotels der Stadt. In unmittelbarer Nähe hiervon beherbergt das hellgrüne, skulpturenverzierte Gebäude aus den 1880er-Jahren seit 1937 ein Theater. Auf der rechten Straßenseite befindet sich ein paar Hundert Meter weiter nordwestlich des Dolgoruki-Denkmals der berühmte Feinkostladen Jelissejew (Nr. 14) in einem ehemaligen Palast aus dem frühen 19. Jahrhundert. In der Nr. 10 befindet sich das ehemalige Hotel Lux. Das wohl bekannteste Gebäude aus der Sowjetzeit an der Twerskaja ist das zentrale Telegraf (1927–1929) des Architekten Iwan Rerberg, der in Moskau auch den Kiewer Bahnhof entworfen hatte.